# Chester Gap
Chester Gap est une census-designated place située dans les comtés de Warren et de Rappahannock, dans l’État de Virginie, aux États-Unis. Lors du recensement de 2020, elle comptait 894 habitants.